# Желтушка Меади
Желтушка Меади (лат. Colias meadii) — дневная бабочка рода Colias из семейства белянки. Видовое название дано в честь английского хирурга и энтомолога Ричарда Генри Меади (Richard Henry Meade; 1814—1899).

## Описание

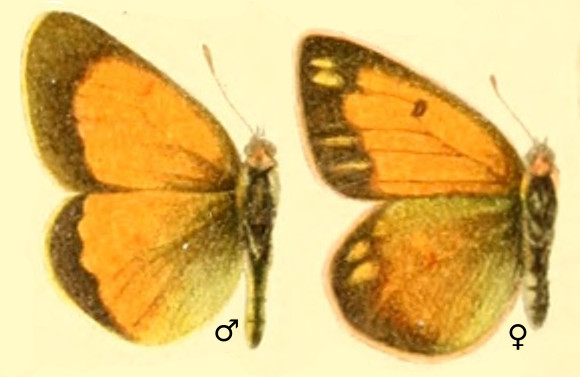
Рисунок самца и самки

Длина переднего крыла 22—26 мм. Фоновый цвет крыльев самцов золотисто-оранжевый. Бахромка крыльев лилово-розовая. Кайма внешнего края крыльев тёмно-коричневая. Чёрное пятно у вершины центральной ячейки крыла продолговатой формы. Нижняя сторона заднего крыла самцов желтовато-зеленоватая, с дискальным пятном без размытого окаймления. Фоновый цвет крыльев самок оранжево-желтый. Задние крылья самки несколько затемнены серовато-зелеными чешуйками.

## Ареал
Ареал вида простирается в Северной Америке, охватывая территорию Северо-Западной Канады и Скалистых гор.

## Биология
За год развивается в одном поколении. Бабочки населяют остепненные склоны, опушки лиственничников, приречные галечники. Время лёта бабочек с середины июня по начало августа. Встречаются нечасто. Гусеницы питаются на бобовых: Trifolium spp., Astragalus alpinus, Oxytropis deflexa, Vicia americana.